# Ardisiandra wettsteinii
Ardisiandra wettsteinii là một loài thực vật có hoa trong họ Anh thảo. Loài này được J.Wagner mô tả khoa học đầu tiên năm 1932.

## Hình ảnh

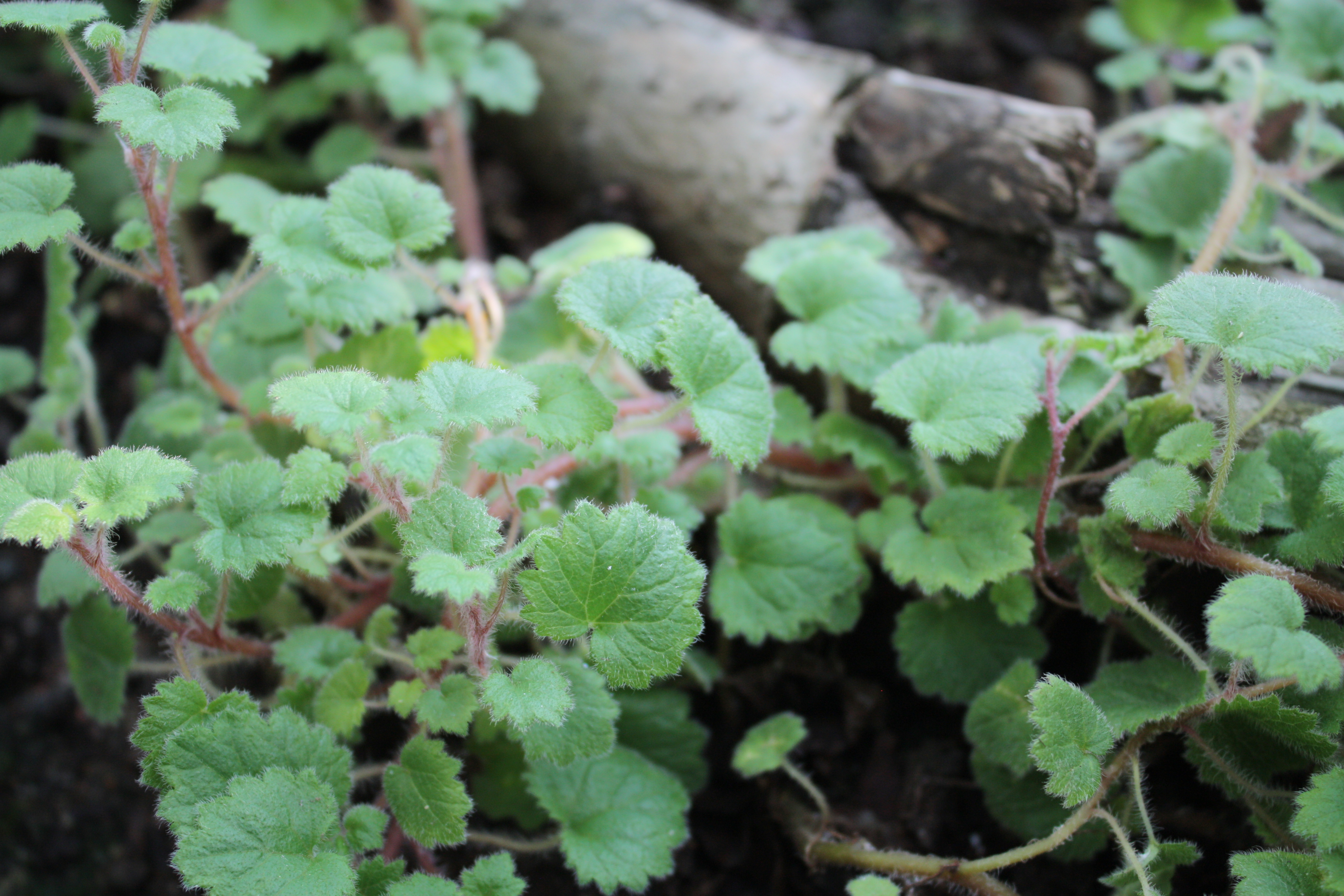